# Primula kisoana
Primula kisoana är en viveväxtart som beskrevs av Friedrich Anton Wilhelm Miquel. Primula kisoana ingår i släktet vivor, och familjen viveväxter. Inga underarter finns listade i Catalogue of Life.